# Alles erlaubt – Eine Woche ohne Regeln
Alles erlaubt – Eine Woche ohne Regeln (Originaltitel: Hall Pass) ist eine US-amerikanische Filmkomödie aus dem Jahr 2011. Regie führten Peter und Bobby Farrelly, das Drehbuch schrieben die Farrelly-Brüder, Pete Jones und Kevin Barnett.

## Handlung
Die Jugendfreunde Rick und Fred führen mit ihren Frauen Maggie und Grace ein vermeintlich glückliches Dasein, doch ihre Liebesleben sind zu einer sporadischen Pflichtübung verkommen, und der Familienalltag erstickt jede Romantik im Keim. Den beiden Frauen ist es ein Dorn im Auge, dass ihre Männer sich zunehmend spätpubertär verhalten und auf der Straße so ziemlich jeder Frau hinterherschauen, nur ihnen nicht. Als Maggie dann auch noch zufällig Zeugin wird, wie die beiden während einer Pokerrunde abfällig über ihre Ehen sprechen und in Junggesellenphantasien schwelgen, entschließen sich Maggie und Grace, ermuntert durch eine Freundin, den beiden einen einwöchigen „Ehefreibrief“ auszustellen. Im amerikanischen Original hall pass, was eigentlich einen Zettel [oder digitalen Beleg] bezeichnet, den High-School-Schüler in Nordamerika mit sich führen müssen, wenn sie sich während der Unterrichtszeit außerhalb des Klassenzimmers bewegen, um beispielsweise auf Toilette zu gehen. In der Umgangssprache wird hall pass, wie in diesem Fall, aber auch synonym mit Begriffen wie Persilschein oder Freifahrtschein verwendet.
Während Rick und Fred alsbald merken, dass es für eingerostete Spießer durchaus keine leichte Aufgabe ist, attraktive Frauen auch nur kennenzulernen, werden Maggie und Grace, die die Woche mit den Kindern auf Cape Cod verbringen, gleich am ersten Tag von einer ganzen Baseballmannschaft voller attraktiver junger Männer nebst charmantem Trainer umgarnt. Plötzlich sind es nicht nur die Männer, die das Gefühl haben, sich einmal richtig ausleben zu müssen, sondern auch deren Frauen. Am Ende wird jedoch allen vieren klar, was sie am jeweiligen Partner haben, und sie kehren reumütig ins Familienleben zurück.

## Kritiken
„Gegenüber einem Film wie Hangover, der in Sachen bissiger Comedy die Maßstäbe setzt, wirkt Alles erlaubt – Eine Woche ohne Regeln wie ein betulicher Komödienspaß zweier inszenatorisch angegilbter Herren. Das mag unterm Strich nicht das Schlechteste sein, doch bedenkt man die einstige pointierte Schärfe der Regisseure, ist das eine herbe Enttäuschung.“

„Die Farrellys zeigen […] mit ‚Alles erlaubt – Eine Woche ohne Regeln‘ durchschnittliche Kost und lassen uns weiterhin auf ihren nächsten grossen Hit warten. Ein paar lustige Szenen mit einem Schuss Kacka und dazu nette Darsteller machen noch keine gute Komödie. Leider.“